# William Herschel
Frederick William Herschel, KH, FRS, (tiếng Đức: Friedrich Wilhelm Herschel; 15 tháng 11 năm 1738 – 25 tháng 8 năm 1822) là một nhà thiên văn học, chuyên gia về kỹ thuật, và nhà soạn nhạc người Anh gốc Đức. Sinh ở Hanover, Wilhelm theo cha gia nhập vào quân đội của Hannover, nhưng sau đó nhập cư vào Anh ở tuổi 19. Herschel nổi tiếng nhờ phát hiện ra hành tinh Thiên Vương Tinh cùng hai vệ tinh lớn của nó, Titania và Oberon. Ông cũng phát hiện ra hai vệ tinh của Sao Thổ và bức xạ hồng ngoại. Ngoài sở thích thiên văn học, Herschel cũng thích âm nhạc với khoảng 24 bản giao hưởng do ông sáng tác nhưng ít được biết đến.

## Cuộc đời
W.Herschel sinh tại Hannover, nước Đức. Bố ông là Issak Herschel (1707 - 1767) là nhạc sĩ của trung đoàn Lính Cận vệ phục vụ Tuyển hầu tước xứ Hannover, mẹ ông là Anna Ilse. W. Herchel từng là nhạc công trong bạn nhạc của bố, ông thích chơi kèn Ô-boa. Cuối năm 1759, ông đến Anh. Sau một thời gian học nhạc ở đây, ông trở thành nhạc công chơi đàn Halifax vào năm 1769 và trở thành người chỉ huy một dàn nhạc ở Bath vào năm 1766.
Vào năm 1772, W.Herschel đã đưa gia đình mình đến sóng tại Bath. Vào tháng 5 năm 1773, ông mua được cuốn sách Astronomy của Ferguson. Nhờ cuốn sách này ông cảm thấy hứng thú với khoa học và đặc biệt là thiên văn. Từ năm 1774, ông đã có đầy đủ kỹ năng để chế tạo các loại kính thiên văn với các thấu kích xạ tuyệt hảo hơn bất kì cái nào được sản xuất trước đó. Cũng kể từ đây ông bắt đầu quan sát các thiên thể trên bầu trời.

## Sự nghiệp

### Phát hiện Thiên Vương Tinh
Ngày 13 tháng 3 năm 1781, trên kính viễn vọng nhỏ của mình W.Herschel phát hiện một thiên thế lạ chuyển động ngược chiều với các vật thể khác, ban đầu ông nghĩ nó là sao chổi, nhưng sau khi tính toán và xem xét kĩ ông mới xác định đó là một hành tinh mới - Thiên Vương tinh. Kể từ đây hành tinh ngoài cùng hệ Mặt Trời không còn là Thổ Tinh nữa mà là Thiên Vương tinh. Nhờ đó ông được bầu là thành viên của Hội Hoàng Gia Anh và được nhận giải thưởng hằng năm của Vua nước Anh và ông còn được vua George III phong là nhà Thiên văn của triều đình.

### Quan sát các tinh vân và quần sao
Từ tháng 8 năm 1782, ông bắt đầu quan sát các tinh vân và vì sao trên kính viễn vọng phản xạ có độ dài tiêu cự là 20 phút của mình. Ngày 28 tháng 10 năm 1783, ông phát hiện một thiên hà nhỏ dễ phân biệt trong chòm sao Bảo Bình (Aquarius) có cấp sao là 11,2 và được ký hiệu là NGC 7184. Năm 1802, W.Herschel lập xong một danh mục sao với hơn 2500 tinh vân và các quần sao mới.
Cuối năm 1783, ông công bố các kết quả nghiên cứu của mình về sự chuyển động riêng của hệ Mặt Trời. Theo ông hệ Mặt Trời đang di chuyển giữa bầu trời sao về phía ngôi sao Lambda của chòm sao Vũ Tiên (Herculis), ông gọi hướng đó là điểm Apex.